# Elmar Fischer (Bischof)
Elmar Fischer (* 6. Oktober 1936 in Feldkirch; † 19. Jänner 2022 ebenda) war ein österreichischer Geistlicher und römisch-katholischer Bischof der Diözese Feldkirch von 2005 bis 2011.

## Leben
Elmar Fischer besuchte von 1950 bis 1955 die Lehrerbildungsanstalt in Feldkirch, studierte bis 1962 Philosophie und Katholische Theologie an der Universität Innsbruck. 1969 wurde er mit der Dissertation „Über die Seelsorge im Generalvikariat Feldkirch von 1818 bis 1848“ zum Doktor der Theologie promoviert. Am 29. Juni 1961 empfing er die Priesterweihe und war anschließend ab 1962 Kaplan in Lustenau/Rheindorf, ab 1965 Pfarrprovisor in Sibratsgfäll. Von 1970 bis 1982 war er Rektor des diözesanen Studieninternates Marianum in Bregenz und von 1974 bis 1990 Direktor der diözesanen Lehranstalt für Ehe-, Familien- und Lebensberater. Von 1979 bis 1990 leitete er das Ehe- und Familienzentrum der Diözese Feldkirch (EFZ).

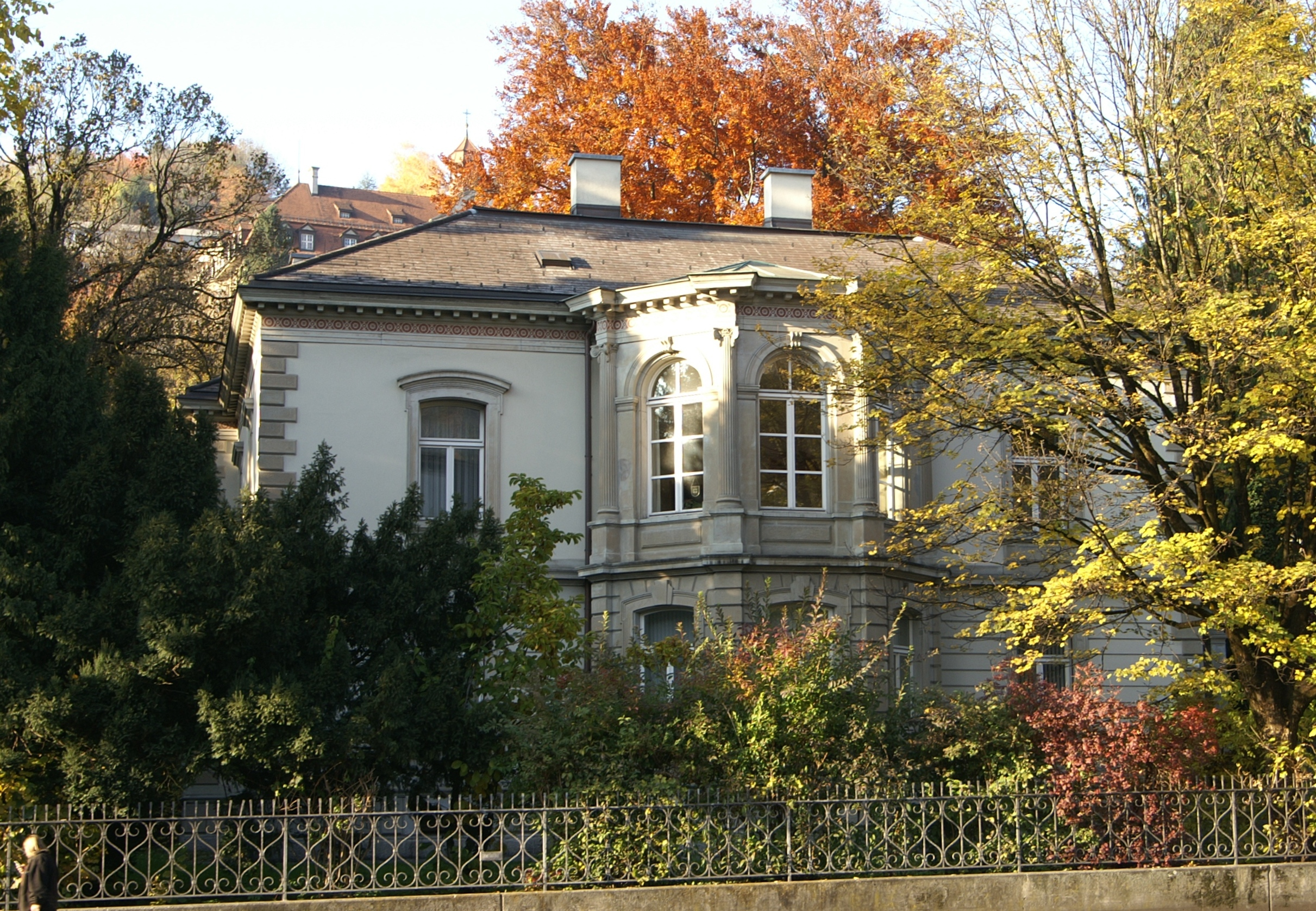
Bischofshaus Feldkirch, Hirschgraben 2 (2007)

Bischof Klaus Küng ernannte ihn am 6. März 1989 zum Generalvikar der Diözese Feldkirch. Papst Johannes Paul II. verlieh ihm am 27. Februar 1990 den Titel Päpstlicher Ehrenprälat. Ab 7. Oktober 2004 wurde er ständiger Vertreter von Bischof Klaus Küng, der erst Apostolischer Visitator, dann Bischof der Diözese St. Pölten wurde.
Am 24. Mai 2005 ernannte ihn Papst Benedikt XVI. zum Bischof von Feldkirch. Die Bischofsweihe erfolgte am 3. Juli 2005 durch Klaus Küng, Bischof von Sankt Pölten, in der Domkirche St. Nikolaus in Feldkirch. Mitkonsekratoren waren Alois Kothgasser, Erzbischof von Salzburg, und Alfredo Schäffler, Bischof von Parnaíba in Brasilien. Fischer wählte als bischöflichen Wahlspruch die Stelle aus dem Matthäus-Evangelium „Suche das Reich Gottes – in allem! Das andere wird dir dazugegeben“.
Am 15. November 2011 nahm Papst Benedikt XVI. das von Fischer aus Altersgründen vorgebrachte Rücktrittsgesuch an.
Nach seiner Emeritierung lebte er in einem geistlichen Zentrum der Dienerinnen des Blutes Christi in Hittisau. „Als Privatmann war er bis zuletzt ein begeisterter Sportler, passionierter Bergsteiger und versierter Schifahrer.“ Fischer engagierte sich für die Seligsprechung von Provikar Carl Lampert und die posthume Verleihung des Romero-Preises an die Vorarlberger Missionsschwester Maria Pacis Irene Vögel CPS.
Im Jänner 2022 erkrankte Fischer im Alter von 85 Jahren schwer an COVID-19 und starb nach kurzer Behandlung auf der Intensivstation an den Folgen. Einem Bericht der Vorarlberger Nachrichten zufolge war er nicht gegen das Coronavirus geimpft. Er wurde in der bischöflichen Gruft in der Dompfarrkirche Feldkirch beigesetzt.

## Wirken

### Ehe- und Familienberatung
Elmar Fischer engagierte sich langjährig in der Ehe- und Familienberatung, Ehevorbereitung und Familienbildung. Nach der Leitung des Ehe- und Familienzentrums der Diözese Feldkirch (EFZ) von 1979 bis 1990 erfolgte 1991 die Eintragung in die Liste der staatlich anerkannten Psychotherapeuten.

### Haltung zur Homosexualität
In einem Interview mit dem ORF Radio Vorarlberg im Februar 2009 erklärte Fischer seine Unterstützung für den umstrittenen designierten Linzer Weihbischof Gerhard Wagner und vertrat entgegen der heutigen allgemeinen Meinung in der Psychologie und Psychotherapie, dass Homosexualität genauso wie Alkoholismus als „psychische Krankheit“ einzustufen und deshalb heilbar sei.
Einen Tag später bat er dafür um Entschuldigung für seine Aussagen und zog sie zurück: „Ich ging von einem offenkundig nicht mehr letztaktuellen wissenschaftlichen Stand der Literatur aus.“
Fischer hatte schon 1996 als Generalvikar Aufsehen und Kritik von Psychologen erregt. Damals hatte er in einem Schreiben an alle katholischen Pfarrämter der Diözese unter anderem den Zusammenhang zwischen Homosexualität und Promiskuität betont. Er beziehe sich hierbei hauptsächlich auf Literatur und seine Erfahrungen als Psychotherapeut.

### Gewaltvorwürfe 2010
Im Zuge der Missbrauchsaffäre vom März 2010 wurde Bischof Fischer von vier ehemaligen Schülern vorgeworfen, sie in den 1960er und 70er Jahren misshandelt zu haben; einen soll er krankenhausreif geprügelt haben. Fischer wollte sich zunächst nur an eine Ohrfeige erinnern und bezeichnete den Rest als unbewiesene Behauptungen. Die Diözese beauftragte den Innsbrucker Psychiater Hartmann Hinterhuber mit der Untersuchung der Anschuldigungen. Am 1. Juni 2010 kam der Experte zu dem Ergebnis, dass „die Vorwürfe glaubwürdig“ seien und Fischer demnach mehrmals mit Faustschlägen Jugendliche traktiert hatte. Allerdings sei ein Rücktritt überzogen, weil in der damaligen Zeit solche Misshandlungen nicht als gravierend betrachtet worden und nicht einem exzessiven Machtmissbrauch gleichgekommen seien. „Die tätlichen Übergriffe sind in einem emotionalen Kontext zu betrachten, wenngleich dies die Übergriffe weder rechtfertigt noch entschuldigt. Sie sind nicht als Ausdruck einer lustvollen Ausübung eines Machtverhältnisses zu interpretieren“. Fischer erklärte, sich bei seinen Opfern schriftlich zu entschuldigen, lehnte Rücktrittsforderungen jedoch ab.

## Ehrungen und Auszeichnungen
- Ernennung zum Geistlichen Rat (Consiliarius)
- Ernennung zum Päpstlichen Ehrenprälaten durch Papst Johannes Paul II. (Dekret vom 27. Februar 1990)

## Veröffentlichungen
- Als Herausgeber: 33 Schritte zu Jesus. Vorbereitungsheft für die Lebensübergabe an Christus durch die Hände Mariens. o. J. (136 S.) (online).